# Wittenberge
Wittenberge – miasto we wschodnich Niemczech w kraju związkowym Brandenburgia, w powiecie Prignitz, port nad Łabą.
W mieście rozwinął się przemysł celulozowy, chemiczny, precyzyjny, spożywczy, maszynowy, odzieżowy oraz poligraficzny.

## Historia
Osadę i zamek o tej nazwie założono po krucjacie połabskiej na wschód od obecnego miasta, nie jest jasne, dlaczego ją przeniesiono w obecne miejsce. Miasto w dzisiejszej lokalizacji istnieje od połowy XIII wieku. Wittenberge zostało zniszczone podczas wojny trzydziestoletniej, a w 1757 wybuchł wielki pożar miasta, z którego ocalała jedynie kamienna wieża bramna i położony poza murami Stary Zamek (niem. Alte Burg). Na rok 1823 przypada początek rozwoju miasta z powodu rewolucji przemysłowej, do którego impulsem było powstanie olejarni. W 1904 wzniesiono fabrykę maszyn do szycia Singer. W 1942 roku naziści na terenie fabryki celulozy założyli filię obozu koncentracyjnego Neuengamme (KL). Większość działających w mieście przedsiębiorstw upadła po ponownym zjednoczeniu Niemiec.

## Współpraca zagraniczna
- Châlons-en-Champagne, Francja
- Elmshorn, Szlezwik-Holsztyn
- Meerbusch, Nadrenia Północna-Westfalia
- Разград (Razgrad), Bułgaria

## Komunikacja
Na obwodnicy miasta krzyżują się dwie drogi: droga krajowa B189 i droga krajowa B195.